# Демьянское сельское поселение
Демьянское сельское поселение — муниципальное образование в Уватском районе Тюменской области.
Административный центр поселения — село Демьянское.

## Население
| 2010  | 2011  | 2012  | 2013  | 2014  | 2015  | 2016  |
| ----- | ----- | ----- | ----- | ----- | ----- | ----- |
| 1880  | ↗1881 | ↗1883 | ↗1907 | ↘1906 | ↘1873 | ↘1842 |
| 2017  | 2018  | 2019  | 2020  | 2021  |       |       |
| ↗1866 | ↗1874 | ↗1894 | ↗1928 | ↗2123 |       |       |

## Состав поселения
В состав сельского поселения входят.:
| № | Населённый пункт | Тип     | Население |
| - | ---------------- | ------- | --------- |
| 1 | Демьянское       | село    | 1816      |
| 2 | Шилова           | деревня | 20        |

1 ноября 2013 года упразднены деревня Усть-Демьянск в связи с прекращением существования и деревня Трухина, ставшая частью села Демьянского.